# Klaus-Peter Röhler
Klaus-Peter Röhler (* 4. November 1964) ist ein deutscher Manager. Er ist Vorstandsmitglied der Allianz SE und dort für die Versicherungsgeschäfte im deutschsprachigen Raum sowie Zentral- und Osteuropa zuständig.

## Ausbildung und beruflicher Werdegang
Röhler studierte nach einer Ausbildung zum Bankkaufmann an der Universität Göttingen und legte dort 1992 das Erste Juristische Staatsexamen ab. 1993 folgte der Abschluss als Diplom-Kaufmann. Nach einem Rechtsreferendariat am Hanseatischen Oberlandesgericht (Hamburg) folgten in Göttingen 1996 das Zweite Juristische Staatsexamen und die Promotion über spezifische Wertpapiere.

### Allianz Versicherungs-AG
Seine berufliche Karriere begann Röhler 1996 bei der Allianz Versicherungs-AG. 2000 wurde er zum Abteilungsleiter für kleine und mittlere Geschäftskunden in der Region Nordrhein-Westfalen befördert. 2001 wurde er Leiter für den Bankenvertrieb in NRW. Von 2018 bis 2020 war er Vorstandsvorsitzender der Allianz Deutschland sowie deren Tochtergesellschaft Allianz Versicherungs-AG. Er wurde zum Deutschlandchef berufen, um bei der Allianz einen deutlichen Stellenabbau zu forcieren, und konnte die Allianz konsolidieren. Röhler strukturierte später das deutsche Allianz-Geschäft spartenübergreifend um, so dass die einst mächtige Allianz Deutschland nur noch in Form einer Finanzholding als Hülle übrig bleib.

### Allianz SE
Von 2002 bis 2003 war Röhler Leiter des Integrationsbüro Allianz. 2003 wurde er zum Leiter des Büros des Vorstandsvorsitzenden, bis er 2006 zum Senior Vice President ernannt wurde und dort für die Allianz-Gesellschaften in den Ländern Italien, Spanien, Schweiz, Österreich, Portugal, Griechenland und die Türkei verantwortlich war.
Am 1. April 2020 wurde er in den Vorstand der Allianz SE berufen. Laut Börsen Zeitung haben ihn seine Umsetzungsstärke und seine Erfolge bei der digitalen Transformation des Geschäfts dafür qualifiziert.

### Allianz Suisse und Allianz Italia
Klaus-Peter Röhler war von 2012 bis 2013 Chief Executive Officer (CEO) bei der Allianz Suisse in Zürich, Schweiz. Ab Januar 2014 war er bis 2017 Chief Executive Officer (CEO) bei der italienischen Allianz S.p.a in Mailand, deren Geschäft er sanierte und deren neue Digitalprodukte konzernweit als „Blaupause“ galten.

### Aufsichtsrat-Mandate außerhalb des Allianz-Konzerns
Röhler gehört seit Mai 2019 dem Aufsichtsrat von Eurokai an.